# Aldo Tanchis
Aldo Tanchis (Lei, 19 settembre 1955) è uno scrittore e sceneggiatore italiano.

## Biografia
Scrittore e sceneggiatore, è nato nel 1955 a Lei, un paesino in provincia di Nuoro. È cresciuto a Oristano, dove si è diplomato presso il liceo scientifico, per poi trasferirsi a Cagliari. Si è laureato in Lettere moderne con una tesi su Bruno Munari. Nel capoluogo sardo ha partecipato per un breve periodo all'attività di un gruppo di artisti e scrittori, fra i quali Enrico Pau e Carlo Antonio Borghi, realizzando poesie visive e installazioni. Con Borghi e Pau ha scritto  diverse trasmissioni radiofoniche per la Rai. Nel 1981 Tanchis si è trasferito a Parma per proseguire gli studi di storia dell'arte ma si è presto spostato a Milano, dove tuttora vive occupandosi di comunicazione e di progetti culturali.
Dal 2013 al 2015 è stato membro del Comitato Scientifico del Festival della Cultura Creativa, organizzato da [[Associazione Bancaria Italiana]] (ABI).

## Opere

### Saggistica
Nel 1981 ha pubblicato presso Laterza il suo primo libro, L'arte anomala di Bruno Munari, rielaborazione della tesi di laurea. Il volume è seguito nel 1986 dalla monografia Bruno Munari, co-edito in Italia, USA, Inghilterra e Francia da Idea Books, MIT Press, Lund Humphries, Philippe Sers. Questo testo viene ripubblicato nel 2023 da Corraini edizioni. Nel 2004 scrive Lo sguardo inquieto. Grandi caricaturisti del Novecento (Carlo Delfino Editore), curato da Gavino Sanna. È del 2010 il testo dedicato a un grande fotografo ungherese, Jànos Reissman, l'Europa in Sardegna, in Jànos Reissman, (Imago). Una riflessione su Grazia Deledda, Omicidi, con Grazia, appare negli atti del convegno Il fantasma di Grazia – I narratori parlano di Grazia Deledda, ISRE, 2011.
Nel 2015 ha curato il volume Fuoco dal nulla - Diario, racconti e altri scritti di Vanina Sechi (Edizioni letturevisioni) e ha contribuito al volume collettivo Il racconto onesto. 60 scrittori 60 risposte (ContrastoBooks).
Nel 2017 ha tradotto Mizora di Mary E. Bradley Lane (Ma dove sono gli uomini? Mizora, una profezia, 1000eunanotte edizioni) e ha curato l'antologia Le cadenze d'un monello sardo e altre liriche e prose di Annunzio Cervi. Nel 2022 ha tradotto e pubblicato Claimed!, di Gertrude Barrows Bennett (1000eunanotte edizioni-youcanprint).
Nel 2020 ha creato la Biblioteca digitale dei Musei Garibaldini di Caprera, per la quale ha curato diversi testi minori o inediti del Risorgimento, fra i quali Ricordi di un luogotenente dei Mille di Francesco Grandi.

### Romanzi, sceneggiature, poesie
Il suo primo romanzo, Pesi Leggeri (2001) è la rielaborazione dalla sceneggiatura del lungometraggio omonimo diretto da Enrico Pau e preceduto dai cortometraggi La volpe e l'ape e Storie di pugili, sempre co-sceneggiati e diretti da Pau. Nel 2004 esce L'anno senza estate e nel 2008 Una luce passeggera, sempre per Edizioni il Maestrale, ripubblicati entrambi da 1000eunanotte edizioni. Nel 2022 è uscita una raccolta di racconti, Barbara la vita (1000eunanotte edizioni-youcanprint).
Dalla collaborazione con Enrico Pau è nato anche Il brutto anatroccolo, operetta musicata da Giorgio Gaslini e con Paolo Fresu, la cantante Maria Pia De Vito e l'Orchestra Jazz della Sardegna, presentata nel 1997 al Festival Time in Jazz e testimoniata da due CD: la versione in studio (Il Manifesto, 2002) e quella "live" (La Nuova Sardegna, 2008). Nel 2011 ha ideato e realizzato con Nicola Urru il video Nos, Elianora, mini balletto dedicato a Eleonora d'Arborea.
La vita tiepida (Carlo Delfino Editore, 2014, prefazione di Antonella Anedda) ha segnato il suo esordio nella poesia. È seguita una plaquette di versi, Funus (Edizioni LettureVisioni, 2015), con grafismi lirici di Carlo Antonio Borghi, e la raccolta C’è una certa incertezza (2023).
Nel 2022, in collaborazione con lo scultore e designer Andrea Forges Davanzati, ha avviato il progetto Materie di Dedalo, esposizione di sculture accompagnate da typoesie, poesie composte con estetica tipografica. Nel 2023 ha curato e scritto Come abbiamo felicemente sprecato il nostro talento, con Carlo Antonio Borghi, e Nuvolaglia, una favola in nuvole, illustrato da  Alfredo Tanchis, sempre per 1000eunanotte edizioni. 